# 大阪市立弘済院
大阪市立弘済院（おおさかしりつこうさいいん）は、大阪府吹田市古江台にある、大阪市が運営する高齢者福祉施設および病院の総称である。1944年（昭和19年）に「財団法人大阪市弘済会」から大阪市の所管となり、現在では養護老人ホーム（施設名は「老人ホーム」）、第1特別養護老人ホーム、第2特別養護老人ホーム、それに附属病院を有している。

## 歴史
1911年（明治44年）8月25日、大阪府知事、大阪市長、大阪朝日新聞社長及び大阪毎日新聞社長らが発起人となって「財団法人弘済会」の設立を申請し、翌1912年（大正元年）8月17日に内務大臣原敬より設立許可を受けた。
1912年（大正元年）12月17日、誕生したばかりの弘済会はその最初の事業として、かねてより経営が厳しいために事業の引取を大阪市長に請願していた小林佐兵衛から、彼が運営していた大阪市北区牛丸町の小林授産場を4万8千円 で買収し、入所者100人を継承した。1913年（大正2年）5月1日には「財団法人大阪慈恵病院」を吸収し、弘済会救療部大阪慈恵病院と改称した。以後も、積極的に民営事業を吸収し、展開していった。
1941年（昭和16年）6月23日に認可を受け、「財団法人大阪市弘済会」と改称している。これは、大阪府の関わりを整理し、大阪市との関係を鮮明にしたものだという。1944年（昭和19年）4月には、国及び地方公共団体を主体とする社会事業体制の確立を理由に、「財団法人大阪市弘済会」のすべての事業を大阪市が継承し、「大阪市立弘済院」が誕生した。
近年増大する認知症高齢者をはじめとする高齢者の福祉・医療の市民ニーズに応えるべく、1990年（平成2年）、認知症専用棟として第2特別養護老人ホームを開設、2005年（平成17年）4月には第1特別養護老人ホームの建替えを行うなど施設の充実を図っている。第1特別養護老人ホームには指定管理者制度が導入され2011年（平成23年）2月に「社会福祉法人みなと寮（大阪市港区八幡屋4-8-1）」が指定管理者に選定された。

## 今後
巨額の財政赤字を抱える大阪市は、歳出の抑制を図るため各種事業の見直しを進めているが、弘済院もその俎上にあがっている。
2007年（平成19年）に「経営形態の案としては、個別の施設ごとに公設民営や民間委譲を検討する案と、3施設を一緒に独立行政法人化する案が存在する」 として検討を進めていたようであるが、2009年（平成21年）12月5日の朝日新聞大阪市内版記事によると、附属病院は「施設の老朽化などが原因」として「2011年度以降に（認知症の）研究機能を市立十三市民病院へ移したうえで、縮小または廃止する方針」、第1特別養護老人ホーム（「一般特養」と表記）は「指定管理者制度を導入して残す」、養護老人ホームは「段階的に縮小し、最終的に廃止する」とし、時期は今後検討するとある。また、第2特別養護老人ホーム（「認知症専門の介護機能を持つ特養」と表記）は「現地に残すか十三市民病院に移す案があるが結論は出ていない」とあり、引き続き検討されるようである。

## 所在地・交通アクセス
大阪府吹田市古江台6-2-1
- 山田駅（阪急千里線・大阪モノレール）下車。
- 阪急バス さゆり幼稚園前または山田弘済院下車。